# Saison 2021-2022 de l'AC Ajaccio
Chronologie
Saison précédente Saison suivante
La saison 2021-2022 de l'AC Ajaccio, club de football français, voit le club évoluer en championnat de France de football de Ligue 2.

## Transferts

### Transferts estivaux
| Nom               | Nationalité | Poste     | Transfert      | Provenance/Destination     | Division       |
| ----------------- | ----------- | --------- | -------------- | -------------------------- | -------------- |
| Arrivées          |             |           |                |                            |                |
| Oumar Gonzalez    | France      | Défenseur | Transfert      | FC Chambly Oise            | National       |
| Clément Vidal     | France      | Défenseur | Prêt           | Montpellier HSC            | Ligue 1        |
| Simon Elisor      | France      | Attaquant | Retour de prêt | FC Sète 34                 | National       |
| Départs           |             |           |                |                            |                |
| Faïz Mattoir      | France      | Attaquant | Prêt           | SO Cholet                  | National       |
| Tony Nkijé        | France      | Milieu    | Prêt           | SO Cholet                  | National       |
| Joris Sainati     | France      | Défenseur | Fin de contrat | SC Bastia                  | Ligue 2        |
| Quentin Lecoeuche | France      | Défenseur | Retour de prêt | FC Lorient                 | Ligue 1        |
| Simon Elisor      | France      | Attaquant | Prêt           | FC Villefranche Beaujolais | National       |
| Abdoulaye Keita   | Mali        | Milieu    | Retour de prêt | Olympiakos                 | Super League 1 |
| Lucas Pellegrini  | France      | Défenseur | Prêt           | FC Bastia-Borgo            | National       |
| Sidney Obissa     | Gabon       | Défenseur | Prêt           | R. Olympic CC              | Nationale 1    |
| Matthieu Huard    | France      | Défenseur | Transfert      | Brescia Calcio             | Serie B        |

### Transferts hivernaux
| Nom      | Nationalité | Poste | Transfert | Provenance/Destination | Division |
| -------- | ----------- | ----- | --------- | ---------------------- | -------- |
| Arrivées |             |       |           |                        |          |
| Départs  |             |       |           |                        |          |

## Compétitions
| Ligue 2          | Coupe de France |
| ---------------- | --------------- |
| 2e 75 points     | 7e tour         |
| 22V 9N 7D        | 0V 0N 1D        |
| TOTAL: 22V 9N 8D |                 |

### Championnat

#### Classement
| Rang | Équipe                 | Pts | J  | G  | N  | P | Bp | Bc | Diff | Promotion, qualification ou relégation  |
| ---- | ---------------------- | --- | -- | -- | -- | - | -- | -- | ---- | --------------------------------------- |
| 1    | Toulouse FC (C, P)     | 79  | 38 | 23 | 10 | 5 | 82 | 33 | +49  | Promotion en Ligue 1                    |
| 2    | AC Ajaccio (P)         | 75  | 38 | 22 | 9  | 7 | 39 | 19 | +20  | Promotion en Ligue 1                    |
| 3    | AJ Auxerre (O, P)      | 74  | 38 | 21 | 11 | 6 | 61 | 39 | +22  | Participation aux barrages de promotion |
| 4    | Paris FC               | 70  | 38 | 20 | 10 | 8 | 54 | 35 | +19  | Participation aux barrages de promotion |
| 5    | FC Sochaux-Montbéliard | 68  | 38 | 19 | 11 | 8 | 47 | 34 | +13  | Participation aux barrages de promotion |

#### Évolution du classement et des résultats
| Journée  | 1 | 2 | 3 | 4 | 5 | 6 | 7 | 8 | 9 | 10 | 11 | 12 | 13 | 14 | 15 | 16 | 17 | 18 | 19 | 20 | 22 | 21 | 23 | 24 | 25 | 26 | 27 | 28 | 29 | 30 | 31 | 32 | 33 | 34 | 35 | 36 | 37 | 38 |
| -------- | - | - | - | - | - | - | - | - | - | -- | -- | -- | -- | -- | -- | -- | -- | -- | -- | -- | -- | -- | -- | -- | -- | -- | -- | -- | -- | -- | -- | -- | -- | -- | -- | -- | -- | -- |
| Rang     | 6 | 5 | 7 | 9 | 6 | 8 | 2 | 2 | 2 | 4  | 5  | 3  | 3  | 4  | 3  | 2  | 2  | 1  | 1  | 2  | 2  | 2  | 3  | 3  | 3  | 3  | 3  | 4  | 4  | 3  | 2  | 2  | 2  | 2  | 2  | 2  | 2  | 2  |
| Résultat | N | V | N | V | V | N | V | V | N | D  | D  | V  | V  | D  | V  | V  | N  | V  | V  | V  | D  | N  | D  | D  | V  | V  | V  | D  | N  | V  | V  | V  | V  | V  | N  | V  | N  | V  |

## Effectif professionnel actuel
Le tableau liste l'effectif professionnel de l'AC Ajaccio pour la saison 2021-2022.

## Statistiques

### Statistiques collectives
| Compétition     | Débute au tour | Termine       | Matches joués | Gagnés | Nuls | Perdus | Buts pour | Buts contre | Différence |
| --------------- | -------------- | ------------- | ------------- | ------ | ---- | ------ | --------- | ----------- | ---------- |
| Ligue 2         | -              | 2e            | 38            | 22     | 9    | 7      | 39        | 19          | +20        |
| Coupe de France | Septième tour  | Septième tour | 1             | 0      | 0    | 1      | 0         | 0           | 0          |
| Total           | -              | -             | 39            | 32     | 9    | 8      | 39        | 19          | +20        |